# Saison 9 d'American Dad!
Chronologie
Saison 8 Saison 10
La neuvième saison d'American Dad! a été diffusée pour la première fois aux États-Unis par la Fox entre le 30 septembre 2012 et le 12 mai 2013, elle est composée de dix-neuf épisodes.

En France, elle a été diffusée pour la première fois à la télévision sur NRJ 12.

## Épisodes
| № | #  | Titre | Réalisation                    | Scénario                         | Première diffusion | Code de prod. | Audience |
| --- | -- | --- | ------------------------------ | -------------------------------- | ------------------ | ------------- | -------- |
| 134 | 1  | Roger est amoureux (L'amour selon Roger Smith) Love, AD Style | Josue Cervantes                | Erik Durbin                      | 30 septembre 2012  | 7AJN03        | 5,25     |
| Roger demande à Hayley de venir chanter dans le bar qu'il a ouvert dans le grenier. Stan est fermement décidé à revendre son ancien 4x4, mais veut qu'on y mette le prix... |    | |                                |                                  |                    |               |          |
| 135 | 2  | Vacances mortelles (Des vacances d'enfer) Killer Vacation | Rodney Clouden                 | Rick Wiener et Kenny Schwartz    | 7 octobre 2012     | 7AJN05        | 5,18     |
| Les Smith s'accordent enfin de véritables vacances en famille... |    | |                                |                                  |                    |               |          |
| 136 | 3  | Mon copain Francine (Derrière chaque grand homme...) Can I Be Frank With You                                                                                             | Pam Cooke et Valerie Fletcher  | Judah Miller                     | 4 novembre 2012    | 7AJN08        | 3,99     |
| Francine se rend compte que Stan et elle ne sont plus les "meilleurs amis", et va essayer d'y remédier avec l'aide de Roger. Steve et ses potes vont commencer une carrière dans un boys band... |    | |                                |                                  |                    |               |          |
| 137 | 4  | Mon beau-père et moi (Le beau-père) American Stepdad | Shawn Murray                   | Jordan Blum et Parker Deay       | 18 novembre 2012   | 7AJN10        | 4,21     |
| Après la mort de son beau-père, Stan force sa mère à venir habiter chez lui. Steve et ses potes vont trouver une surprise après avoir découvert un avion écrasé... |    | |                                |                                  |                    |               |          |
| 138 | 5  | Si on était amis ? (Atomes crochus) Why Can't We Be Friends? | Jansen Yee                     | Jonathan Fener                   | 2 décembre 2012    | 7AJN06        | 4,25     |
| Stan pense que Snot a une mauvaise influence sur Steve et va essayer de les séparer à sa manière... |    | |                                |                                  |                    |               |          |
| 139 | 6  | Surveillance rapprochée (Hayley-responsable!) Adventures in Hayleysitting                                                                                                | Tim Parsons et Jennifer Graves | Matt Fusfeld et Alex Cuthbertson | 9 décembre 2012    | 7AJN09        | 4,67     |
| Hayley se propose pour être la baby-sitter de Steve pour que Stan et Francine puissent aller voir leur spectacle... |    | |                                |                                  |                    |               |          |
| 140 | 7  | Le puits du fou (Trésor National 4: Bébé Franny et l’histoire du trou) National Treasure 4: Baby Franny: She's Doing Well: The Hole Story                                | Chris Bennett                  | Murray Miller                    | 23 décembre 2012   | 7AJN04        | 4,21     |
| Steve et Hayley découvrent qu'il y a 35 ans, leur mère Francine se fait appeler bébé Franny, une enfant sauvée d'un puits par Henri Watkins, un ancien pompier de Langley Falls, que tout le monde croyait mort, et devenue un trésor national. Pendant ce temps, Stan et Roger souhaitent davantage mettre les hommes sexys en valeur avec des chaussures. Ils soufflent cette idée au père de Toïshi, qui leur pique le concept. Un jour, Francine retombe volontairement dans le puits pour éviter les questions des journalistes, et découvre que le pompier qui l'a sauvée est toujours vivant, mais vit désormais dans le puits. Elle essaie de l'aider à retrouver une vie normale, mais ce dernier s'est habitué à ce souterrain obscur, et n'a souhaité qu'une chose : que Francine soit heureuse, ce qui est le cas. Il lui demande de lui envoyer chaque semaine une photo de sa poitrine, puis replonge dans le trou. La jeune femme tient sa promesse, mais ignore qu'Henri Watkins est mort, en se jetant dans le puits la tête la première. |    | |                                |                                  |                    |               |          |
| 141 | 8  | Rien qu'un doigt (Les lois du carême) Finger Lenting Good | Joe Daniello                   | Laura McCreary                   | 6 janvier 2013     | 7AJN07        | 5,65     |
| N'ayant absolument pas tenu leur bonnes résolutions, les Smith vont profiter de Carême (et de Bullock) pour essayer de les respecter... |    | |                                |                                  |                    |               |          |
| 142 | 9  | L'Oscar de la triche (Les aventures de Twill Ongenbone et son assistant Jabari) The Adventures of Twill Ongenbone and His Boy Jabari                                     | Josue Cervantes                | Brian Boyle                      | 13 janvier 2013    | 7AJN11        | 4,82     |
| Roger veut prouver qu'il peut décrocher une récompense honnêtement. Steve doit écrire un exposé sur l'histoire de son père, qui ne lui facilite pas la tâche... |    | |                                |                                  |                    |               |          |
| 143 | 10 | Le poids du passé (Paradis teinté de tragédie) Blood Crieth Unto Heaven                                                                                                  | Joe Daniello                   | Brian Boyle                      | 27 janvier 2013    | 7AJN15        | 4,27     |
| Episode retraçant une fête d'anniversaire de Stan sous forme de pièce de théâtre... |    | |                                |                                  |                    |               |          |
| 144 | 11 | Pour une poignée de milliards (Max Jets) Max Jets | Tim Parsons et Jennifer Graves | Keith Heisler                    | 10 février 2013    | 7AJN17        | 3,88     |
| N'ayant que le revenu de Stan pour les faire vivre, les Smith sont ravis d'apprendre la sortie de prison de Max Jets, un richissime vieillard qui les considère comme sa famille... |    | |                                |                                  |                    |               |          |
| 145 | 12 | Adieu Roger (Nu à tout prix) Naked To The Limit, One More Time | Chris Bennett                  | Keith Heisler                    | 17 février 2013    | 7AJN12        | 4,15     |
| Stan veut empêcher Roger de se promener nu devant Jeff, qui ne sait toujours qu'il est un alien... |    | |                                |                                  |                    |               |          |
| 146 | 13 | Golden aïe (Pour œil averti seulement) For Black Eyes Only | Jansen Yee                     | Jonathan Fener                   | 10 mars 2013       | 7AJN22        | 3,27     |
| La suite de l'épisode spéciale James Bond, Agent 00 Stan. |    | |                                |                                  |                    |               |          |
| 147 | 14 | Yeux bridés, cœur brisé (Épelle-moi l'amour) Spelling Bee My Baby | Rodney Clouden                 | Lesley Wake Webster              | 24 mars 2013       | 7AJN13        | 4,53     |
| Francine essaie de trouver un talent à Steve pour que celui-ci puisse rentrer dans une grande école. Stan et Roger cherchent un nouvel arbitre de touche pour leur match de badminton... |    | |                                |                                  |                    |               |          |
| 148 | 15 | Vice caché (Le feu aux fesses) The Missing Kink | Pam Cooke et Valerie Fletcher  | Jeff Chiang & Eric Ziobrowski    | 14 avril 2013      | 7AJN16        | 4,23     |
| Francine aimerait pimenter la vie sexuelle de son couple. Hayley, dépitée, accepte un rendez-vous avec Snot... |    | |                                |                                  |                    |               |          |
| 149 | 16 | La mémoire (pas) dans la peau (La mémoire dans la peau (d'un gars plate)) The Boring Identity                                                                            | Jansen Yee                     | Erik Sommers                     | 21 avril 2013      | 7AJN14        | 3,81     |
| Après un grave accident vidéoludique, Stan devient amnésique... |    | |                                |                                  |                    |               |          |
| 150 | 17 | Un mentor qui fait tache (L'expurgation cognitive de Avery Bullock par Stan Smith, le trouillard) The Full Cognitive Redaction of Avery Bullock by the Coward Stan Smith | Shawn Murray                   | Erik Durbin                      | 28 avril 2013      | 7AJN18        | 4,03     |
| Bullock choisit Stan comme successeur... |    | |                                |                                  |                    |               |          |
| 151 | 18 | Au fin fond du ciel profond (Perdu dans l'espace) Lost in Space | Chris Bennett                  | Mike Barker                      | 5 mai 2013         | 7AJN20        | 5,00     |
| Jeff, trahi par Roger, se retrouve esclave dans le vaisseau de l'empereur. Il va tout tenter pour retourner sur Terre... |    | |                                |                                  |                    |               |          |
| 152 | 19 | Le flippity flop Da Flippity Flop | Rodney Clouden                 | Matt Weitzman                    | 12 mai 2013        | 7AJN21        | 4,01     |
| L'ancien corps humain de Klauss est retrouvé gelé sous la neige. Roger ouvre une salle de gym dans le grenier... |    | |                                |                                  |                    |               |          |